# John Bryson (homme politique américain)
Pour les articles homonymes, voir John Bryson (homme politique canadien) et Bryson.
John Bryson, né le 24 juillet 1943 à New York et mort le 13 mai 2025 à San Marino (Californie), est un homme politique démocrate américain. Membre du Parti démocrate, il est secrétaire au Commerce entre 2011 et 2012 dans l'administration du président Barack Obama. Il quitte son poste en juin 2012 à la suite de problèmes de santé et à des soupçons de délit de fuite après un accident de voiture qu’il aurait causé.